# Bob Seger
Robert Clark "Bob" Seger, född 6 maj 1945 i Dearborn, Michigan, är en amerikansk rocksångare och gitarrist. Segers musik brukar klassas som "heartland rock", en genre där Tom Petty är bland de största namnen. Trots sina framgångar i USA har Seger aldrig fått ett riktigt brett genombrott i Europa.

## Biografi
Bob Segers far som arbetade som tekniker på Ford Motor Company, var även musiker och Seger exponerades tidigt för musik. När han var fem år gammal flyttade familjen till Ann Arbor. Fadern lämnade dock familjen när Seger var 10 år och de ekonomiska förhållandena blev mer knappa. Som tidiga musikaliska influenser har Seger nämnt Little Richard och Elvis Presley. Han fastnade också för R&B-artister som James Brown och Otis Redding.
Seger spelade under 1960-talet i flera lokala band. Hans skivdebut skedde 1965 då han var medlem i gruppen Doug Brown & The Omens. Han spelade sedan med The Last Heard som fick en mindre framgång med Segers låt "Heavy Music". När gruppen 1968 fick kontrakt hos Capitol Records ändrade de namnet till The Bob Seger System. Seger fick sin första amerikanska hitsingel med den gruppen 1969, "Ramblin' Gamblin Man". Låten nådde sjuttonde plats på Billboard Hot 100-listan. Låten testades även för svenska Tio i topp-listan, men tog sig inte in där.
Debutalbumet som döptes efter hitsingeln blev ganska framgångsrikt, men gruppens två efterföljande skivor gick obemärkta förbi. Efter att gruppen upplösts 1971 släppte Seger sitt första soloalbum, Brand New Morning. Skivan var en okaraktäristisk akustisk skiva som snabbt kom och försvann och sedan dess har blivit mycket svår att få tag på då Seger inte velat ge ut den på nytt.
Han lämnade sedan Capitol och gav ut tre skivor på bolaget Palladium Records. Dessa soloalbum gick relativt obemärkt förbi förutom i hans hemtrakter i den amerikanska mellanvästern. Under perioden spelade han in låtar som "Rosalie" och "Turn the Page", som senare gjorts kända av andra artister. "Rosalie" har bland annat spelats in av Thin Lizzy. Han fick mindre nationella hitsinglar med "Get Out of Denver" 1974 och "Katmandu" 1975.
Mest känd är han för sitt arbete med The Silver Bullet Band som han bildade 1974. De slog igenom 1976 med livealbumet Live Bullet som följdes upp samma år med Night Moves, innehållandes hitarna "Night Moves", "Mainstreet" och "Rock & Roll Never Forgets". Även nästa album Stranger in Town genererade ett antal amerikanska hitsinglar så som "Still the Same", "Hollywood Nights" och "We've Got Tonite". Against the Wind, utgivet 1980, blev hans första albumlistetta, och hans enda studioalbum att nå den positionen. Skivan toppade amerikanska albumlistan i sex veckor. 1982 fick han sin dittills största hit med "Shame on the Moon". Sin högsta singelplacering fick han med "Shakedown" 1987 vilken blev hans enda singeletta i USA. 1994 släppte Seger samlingsskivan Greatest Hits som är hans bäst säljande album. 2011 hade det sålt i över 9 miljoner exemplar bara i USA.
Han var också medförfattare till Eagles "Heartache Tonight" som låg på förstaplatsen på Billboard Hot 100.[källa behövs]
2004 valdes Seger in i Rock and Roll Hall of Fame. Han har varit fortsatt aktiv in på 2010-talet och nya studioalbum har släppts 2014 och 2017.

## Diskografi

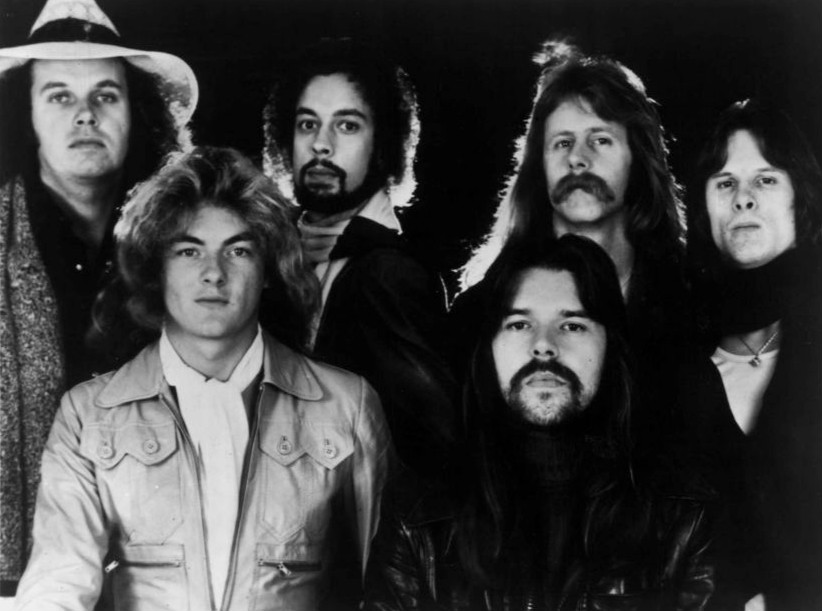
Bob Seger med The Silver Bullet Band, 1977.

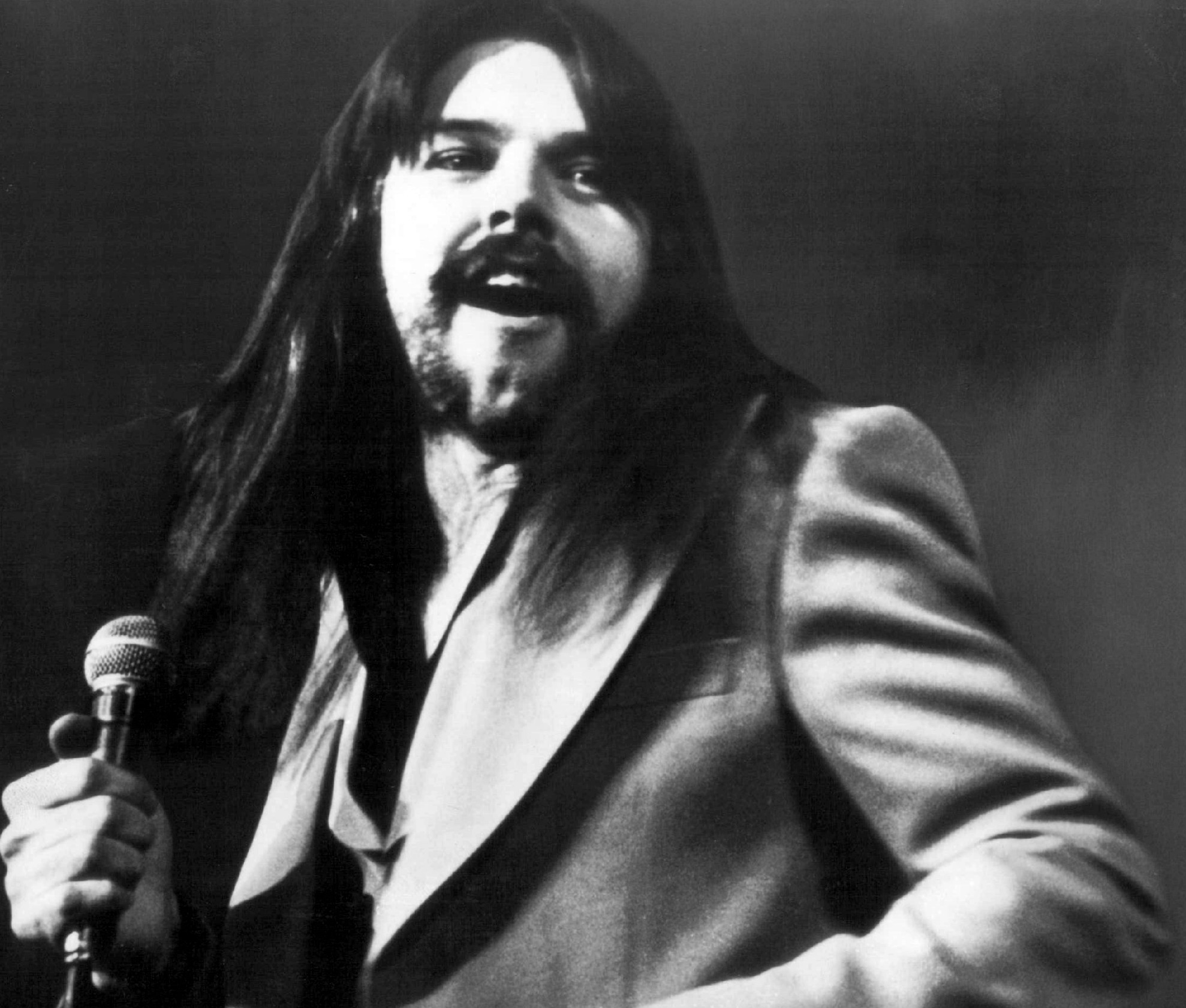
Bob Seger 1977

Studioalbum
- 1968 – Ramblin' Gamblin' Man
- 1969 – Noah
- 1970 – Mongrel
- 1971 – Brand New Morning
- 1972 – Smokin' O.P.'s
- 1973 – Back in '72
- 1974 – Seven
- 1975 – Beautiful Loser
- 1976 – Night Moves
- 1978 – Stranger in Town
- 1980 – Against the Wind
- 1982 – The Distance
- 1986 – Like a Rock
- 1991 – The Fire Inside
- 2003 – It's a Mystery
- 2006 – Face the Promise
- 2014 – Ride Out
- 2017 – I Knew You When

Livealbum
- 1976 – Live Bullet
- 1981 – Nine Tonight

Samlingsalbum
- 1994 – Greatest Hits
- 2003 – Greatest Hits 2
- 2009 – Early Seger Vol. 1
- 2011 – Ultimate Hits: Rock and Roll Never Forgets
- 2017 – Heavy Music: The Complete Cameo Recordings 1966-1967